# Volkswagen K70
Pour les articles homonymes, voir K70.
La Volkswagen K70 est une voiture berline à quatre portes et cinq places, à traction, moteur à l'avant.

K70 LS.

Afin de disposer à peu de frais d’un nouveau modèle qui devait se substituer à la 411, Volkswagen qui venait de racheter Audi en 1965 et NSU en 1969, emprunta à cette dernière entreprise un de ses modèles qui devait sortir en 1970 au lieu de partir d'une feuille blanche pour la création de sa nouvelle berline. Le contexte était à l'urgence du remplacement de la coccinelle que les 1500, 1600 et 411 puis 412 à moteur boxer en porte-à-faux arrière n'avaient pu réaliser depuis 1965. Ainsi naquit la VW K70. Elle est dessinée par Claus Luthe. Le moteur avant longitudinal est placé au niveau du train avant, ni en avant ni en arrière de celui-ci, comme sur la Triumph 1300 de 1965. Il existait aussi une rare version sportive, la LS de 100 chevaux.
Elle est la première traction avant de Volkswagen. En 1973, elle est remplacée par la Volkswagen Passat.

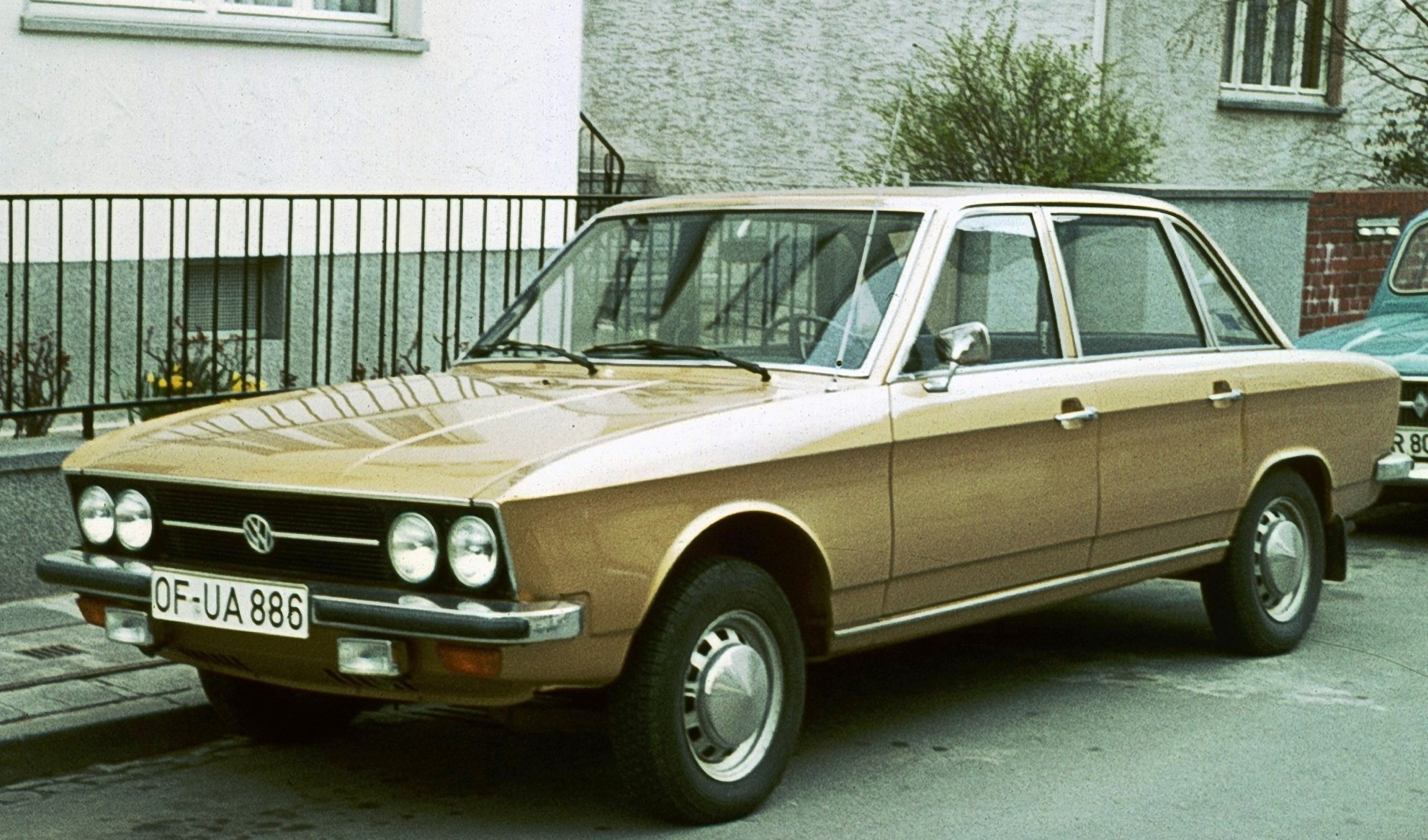
VW K70, 2e édition.

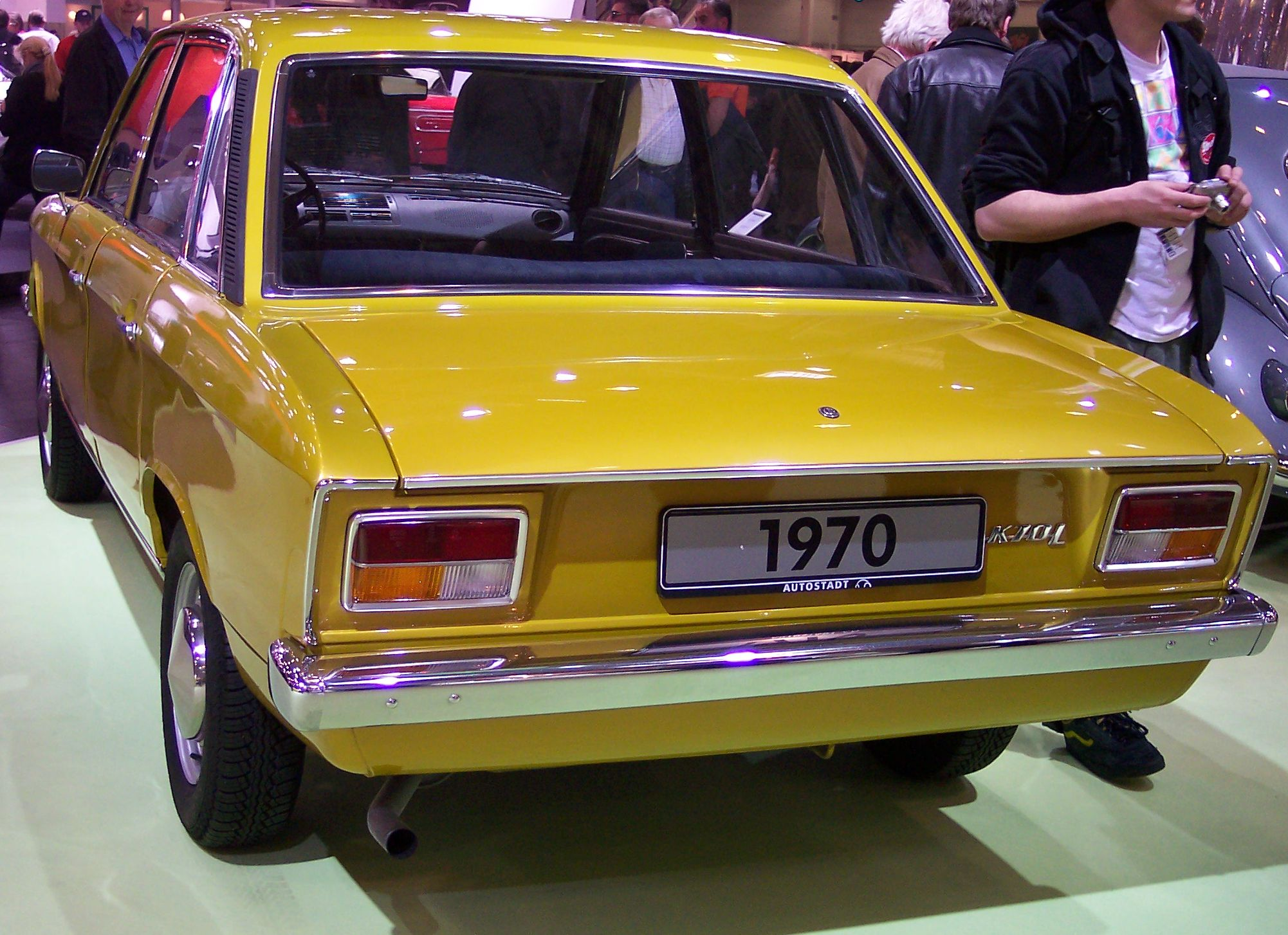
arrière.